# 15 Aquarii
15 Aquarii, som är stjärnans Flamsteed-beteckning, är en ensam stjärna belägen i den östra delen av stjärnbilden Vattumannen. Den har en skenbar magnitud på 5,83 och är svagt synlig för blotta ögat där ljusföroreningar ej förekommer. Baserat på parallaxmätning inom Hipparcosuppdraget på ca 4,6 mas, beräknas den befinna sig på ett avstånd på ca 710 ljusår (ca 219 parsek) från solen. Den rör sig närmare solen med en heliocentrisk radiell hastighet på ca -9 km/s. Stjärnan har i förhållande till dess grannar en egenrörelse på 28,7+2,9−3,1 km/s och kan med 62 procent sannolikhet vara en flyktstjärna. På det beräknade avståndet minskar stjärnans skenbara magnitud med 0,18 enheter genom en skymningsfaktor orsakad av interstellärt stoft.

## Egenskaper
15 Aquarii är en blå till vit jättestjärna av spektralklass B7 III. Bright Star Catalog (1964) listade emellertid den som stjärna i huvudserien av spektralklass B5 V, och flera källor använder denna istället. Den har en massa som är ca 5,7 gånger större än solens massa, en radie, som är ca 3,4 gånger större än solens och utsänder från dess fotosfär ca 822 gånger mera energi än solen vid en effektiv temperatur av ca 14 300 K.